# ميريل كوك
ميريل كوك هو رائد أعمال ومحلل الأعمال وسياسي أمريكي، ولد في 6 مايو 1946 في فيلادلفيا في الولايات المتحدة. نشط حزبياً في الحزب الجمهوري. في انتخابات مجلس النواب الأمريكي 1996 ‏، انتخب عضو مجلس النواب الأمريكي عن دائرة Utah's 2nd congressional district ‏ وقد انضم خلال فترته النيابية ‏ (7 يناير 1997 – 3 يناير 1999) للكتلة البرلمانية الحزب الجمهوري وفي انتخابات مجلس النواب الأمريكي 1998 ‏، انتخب عضو مجلس النواب الأمريكي عن دائرة Utah's 2nd congressional district ‏ وقد انضم خلال فترته النيابية (6 يناير 1999 – 3 يناير 2001) للكتلة البرلمانية الحزب الجمهوري وانتخب عضو مجلس النواب الأمريكي (3 يناير 1997 – 3 يناير 2001).